# 테일러 힉슨
테일러 힉슨(Taylor Hickson, 1997년 12월 11일 ~ )은 캐나다의 배우, 싱어송라이터이다.

## 출연 작품
- 베스와 베라 - 어린 베라 역
- 작은 거인들 - 나타샤 역